# (525816) 2005 SF278
2005 SF278, também escrito como 2005 SF278, é um objeto transnetuniano que está localizado no Cinturão de Kuiper, uma região do Sistema Solar. Este corpo celeste está em uma ressonância orbital de 4:7 com o planeta Netuno. Ele possui uma magnitude absoluta de 6,9 e tem um diâmetro estimado com 175 km.

## Descoberta
2005 SF278 foi descoberto no dia 9 de setembro de 2005 pelos astrônomos A. C. Becker, A. W. Puckett e J. Kubica.

## Órbita
A órbita de 2005 SF278 tem uma excentricidade de 0,186 e possui um semieixo maior de 43,642 UA. O seu periélio leva o mesmo a uma distância de 35,509 UA em relação ao Sol e seu afélio a 51,776 UA.